# La muerte de Procris
La muerte de Procris (en italiano: Morte di Procri) es un cuadro realizado por el pintor Piero di Cosimo. Mide 65,4 cm de alto y 184,2 cm de ancho, y está pintado al óleo sobre una tabla de álamo. Realizado hacia 1495-1500, se encuentra en la National Gallery, en Londres, con el número de inventario NG698.

## Historia
Piero di Cosimo fue un pintor florentino de la transición del Quattrocento al Cinquecento. Fue discípulo de Cosimo Rosselli, con quien colaboró en la Capilla Sixtina (Sermón de Cristo y curación del leproso, 1482), pero recibió también la influencia de Filippino Lippi, Luca Signorelli y Lorenzo di Credi, así como del naturalismo flamenco, del que tomó el realismo detallista y la veraz descripción de la naturaleza. Su obra se caracteriza por la intensa pincelada, el vivo cromatismo, la composición original y la visión fantástica de los temas —especialmente los mitológicos—, en los que retrata una humanidad salvaje y primitiva. En la última etapa de su obra denotó la influencia de Leonardo Da Vinci, Rafael y Fra Bartolomeo, y se acercó a un cierto protomanierismo. Realizó principalmente obras religiosas y mitológicas, así como algunos retratos, entre los que destaca el de Simonetta Vespucci (c. 1480, Museo Condé de Chantilly), la que fue probablemente la modelo de El nacimiento de Venus de Botticelli.
El artista fue famoso en su tiempo por su fantasía creadora, su propensión a las imágenes fantásticas e insólitas, con cierta tendencia hacia lo macabro y morboso. Le gustaba recrear seres fantásticos como quimeras, dragones y monstruos marinos. Según Giorgio Vasari, le atraían las «invenciones extravagantes y originales, siempre nuevas y sugestivas».
El extraño formato de esta obra apunta quizá a que fue realizado para un cassone, un arcón nupcial, por lo que probablemente sería un regalo de bodas. Estos arcones fueron muy populares en la Florencia renacentista, solían formar parte del ajuar de la novia y se colocaban a los pies del lecho matrimonial. Piero di Cosimo realizó alguna otra obra similar, como El cortejo de los argonautas saliendo a la conquista del Toisón de Oro. En estos cassoni los artistas tenían más libertad temática, por lo que eran abundantes las escenas mitológicas.
El cuadro se encontraba en la colección Guicciardini de Florencia, hasta que adquirida por el museo londinense en 1862.   

## Descripción
El cuadro representa la muerte de Procris, un personaje de la mitología griega, hija de Erecteo, rey de Atenas, y de Praxítea. Casó con Céfalo, hijo de Deyoneo, al que fue infiel. Huyendo de su marido se refugió en la corte de Minos, quien intentó seducirla pese a una maldición por la cual, cuando se unía a una mujer, le salían del cuerpo serpientes y escorpiones. Procris le dio una hierba que eliminó este efecto, por lo que, en agradecimiento, Minos le regaló un perro cazador que nunca perdía su presa (Lélape) y una jabalina que siempre daba en el blanco. Más adelante, Procris se reconcilió con Céfalo, pero empezó a tener celos de él, ya que salía a menudo a cazar y pensaba que se reunía con una amante. Un día lo siguió y se escondió tras un matorral para espiarle, pero al oír un sonido, y creyendo que era una presa, Céfalo le lanzó la jabalina que nunca erraba y la mató.
En la imagen aparece Procris muerta en el suelo, sobre un lecho de césped y flores silvestres. Está semidesnuda, con una túnica roja que le cubre el vientre y un pañuelo blanco por debajo, que sobresale hacia los muslos y con una tira que se le enrosca en el brazo izquierdo; lleva también unas sandalias en los pies y un pañuelo azul en la parte posterior de la cabeza. Tiene una herida en el cuello de la que mana sangre, que le mancha también el brazo izquierdo y la mano derecha. A la izquierda de esta figura aparece un fauno arrodillado, con el brazo izquierdo apoyado en el hombro de la muchacha. Como es habitual en su iconografía, tiene piernas de cabra, orejas puntiagudas y cuernos en la frente. A la derecha aparece un perro recostado sobre sus patas traseras contemplando la escena; seguramente se trata de Lélape, el perro que le regaló Minos. En segundo plano se ven varios perros más y diversas aves, mientras que al fondo aparece una laguna. Al fondo, en la parte central izquierda, se ve la silueta de una ciudad. El cielo claro entre azul y dorado sugiere que se trata del amanecer.
El tema proviene de Las metamorfosis de Ovidio. Algunos expertos dudan de que se trate del mito de Procris y lo consideran una escena mitológica indeterminada. La inspiración podría venir del drama Fabula di Cephalo escrito por Niccolò da Correggio y estrenado en Ferrara en 1487. En el cuarto acto, una ninfa proclama: «Mujeres, que os sirva de lección: ¡Donde imperan los celos no tiene cabida el sosiego!».
Este cuadro está plagado de referencias simbólicas: el perro Lélape representa, como es general en estos animales, la fidelidad, en contraste con los celos que han llevado al personaje a su muerte. El fauno, que no pertenece a la obra de Ovidio pero sí jugaba un papel en el drama de Correggio al intentar seducir a Procris, es un ser lujurioso y lascivo, que sin embargo aparece aquí arrepentido de su papel fatal en esta historia, que ha llevado a la muerte a la muchacha, y se inclina sobre ella de forma tierna y sensible, lo que denota la predilección de Piero por los seres fantásticos. Otra referencia simbólica es la alquimia, una actividad que Piero conocía por su maestro, Cosimo Rosselli, quien decía ser alquimista. Así, los tres perros del fondo podrían representar la perra Corascene y el perro Armenio, que representaban los estados antagónicos sólido y volátil, cuya unión por el fuego era el camino hacia la piedra filosofal. El perro representa también al patrón de la alquimia, Hermes Trismegisto, el mediador entre la vida terrenal y la del más allá. Por otro lado, el cisne que sobrevuela la laguna sería la piedra blanca que servía para sublimar la materia muerta descompuesta. El velo rojo y dorado de Procris también haría alusión a la piedra filosofal, lo conversión de cualquier materia en oro. En última instancia, la escena significaría la transmutación de la materia, la liberación espiritual, el paso a la inmortalidad, que se simboliza con el arbusto que nace tras el cuerpo de Procris, el arbor philosophica. Es pues la victoria sobre la muerte, por medio de la alquimia y con el concurso de la naturaleza, representada por el fauno.